# Amberkruid
Amberkruid (Teucrium marum) is een niet-winterharde, vaste plant, die behoort tot de lipbloemenfamilie (Lamiaceae). De plant komt van nature voor in het westelijke Middellandse Zeegebied. De muf ruikende plant bevat veel van de bitterstof marrubiine.

## Beschrijving
De struik wordt 30 cm hoog en 30 cm breed en heeft grijsgroene, kleine, ovale, op tijm lijkende bladeren.
Amberkruid bloeit in juli tot september met karmozijnrode, aromatisch geurende bloemen, die in schijnkransen staan.
De vrucht is een vierdelige splitvrucht.

## Ondersoorten
Teucrium mare wordt onderverdeeld in de volgende ondersoorten:
- Teucrium mare subsp. mare
- Teucrium mare subsp. occidentale
- Teucrium mare subsp. drosocalyx

Tussen de ondersoorten bestaan zowel kwantitatieve als kwalitatieve verschillen in vluchtige bestanddelen.

## Namen in andere talen
- Duits: Amberkraut
- Engels: Cat thyme
- Frans: Maro, Germandrée des chats, Thym de chat

## Bron
1. ↑  https://www.ingentaconnect.com/content/ap/bt/2000/00000132/00000003/art00298 Volatile components variation in the Teucrium marum complex (Lamiaceae) from the Balearic Island. Gearchiveerd op 4 oktober 2012.